# بروتكتور (مركبة بحرية مسيرة)

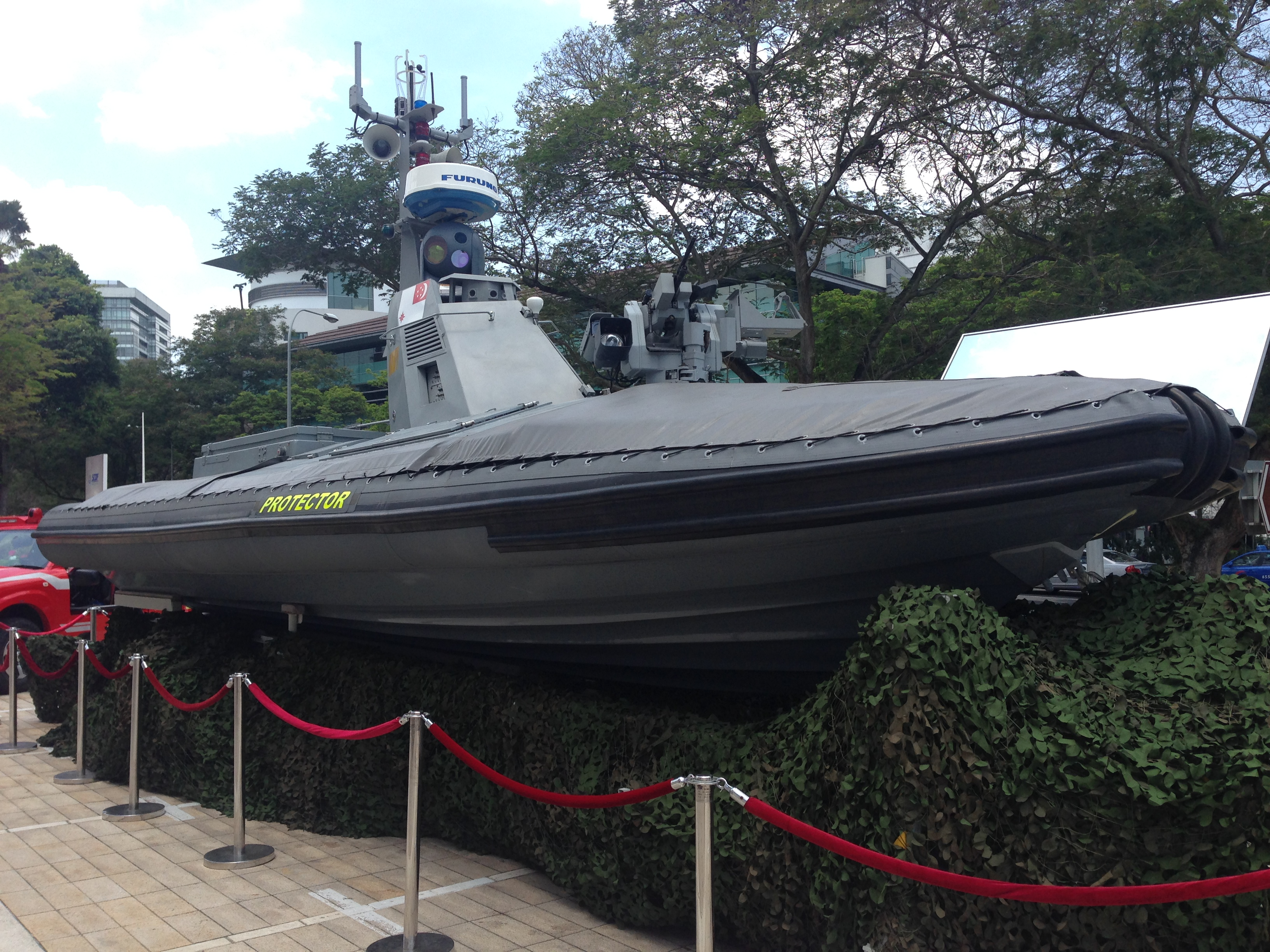
مركبة من طراز بروتكتور Protector معروضة في المتحف الوطني في سنغافورة في فبراير 2014م.

مُسيرة بروتكتور البحرية (بالإنجليزية: Protector USV) هي مسيرة بحرية سطحية غير مأهولة (USV) تم تطوير من قِبل أنظمة رافائيل الدفاعية المتقدمة الإسرائيلية Rafael ردًا على التهديدات الناشئة ضد الأصول البحرية مثل تفجير USS Cole ، وهي أول مركبة سطحية قتالية عاملة في الخدمة. وهي مزودة بمحطة أسلحة Mini Typhoon . في عام 2005م، تم نشرها من قِبل البحرية السنغافورية لدعم قوات التحالف الغربية في الخليج العربي، وتم نشرها لاحقًا لمهام مكافحة القرصنة في خليج عدن.  في عام 2012م، أعلنت رافائيل أنها كانت تبني نسخة أكبر (11 مترًا) من مركبة بروتكتور، والتي سيكون لها مدى أكبر، وستكون مُجهزة بمجموعة أوسع من الأسلحة. 

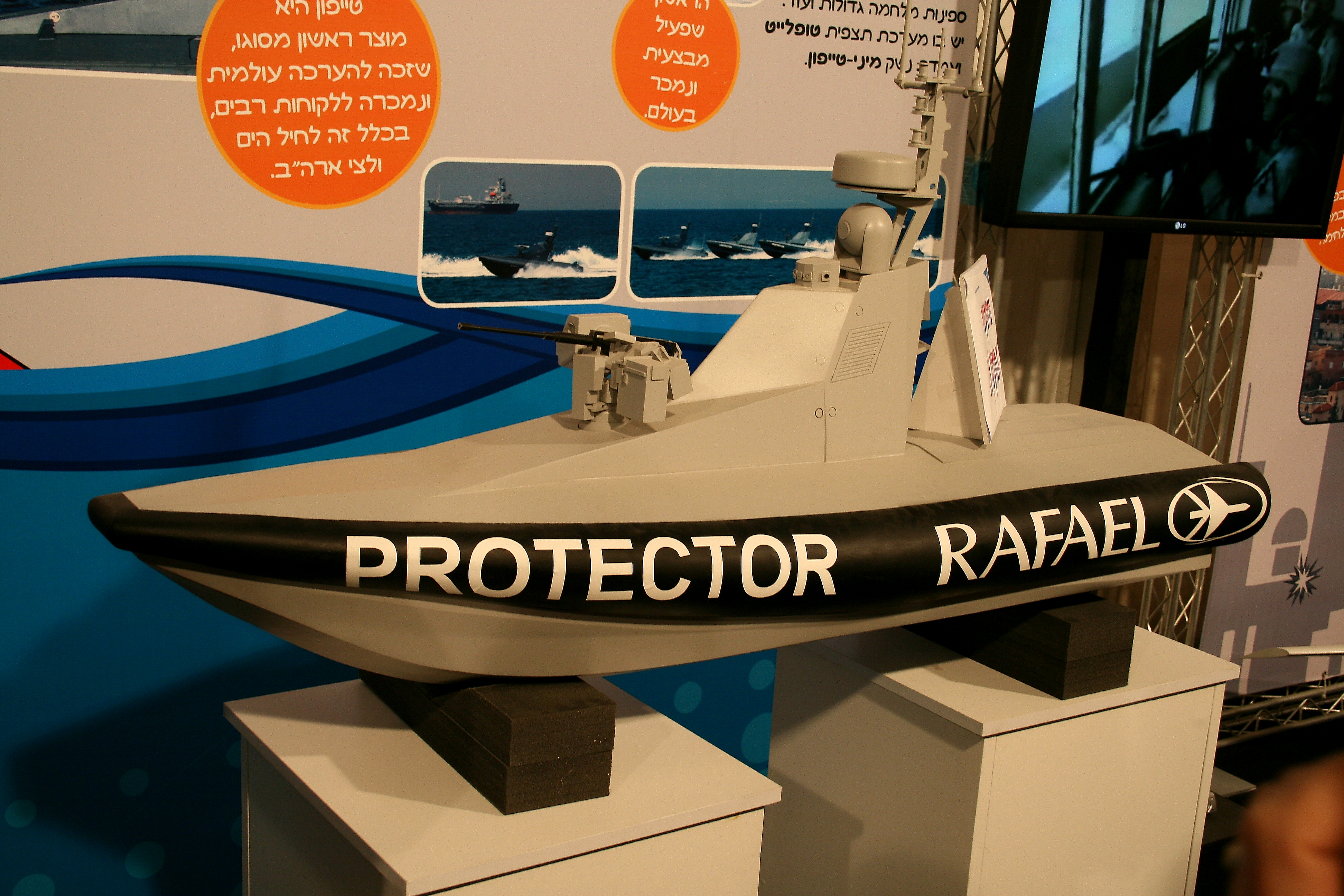
نموذج بمقياس 1:6 للـProtector .USV

استنادًا إلى هيكل قارب مطاطي صلب بطول 9 أمتار ، تتميز بروتكتور بخفة الحركة والسرعة والقدرة العالية على المناورة. يتميز الهيكل العلوي المنخفض للسفينة بأنه محكم الغلق وانسيابي، كما يسمح بتصميم منصته المعيارية بإعادة تشكيله لتلبية متطلبات المهام المتغيرة، مثل حماية القوات، والمراقبة والاستطلاع، ومكافحة الألغام، والحرب الإلكترونية.  الهيكل عبارة عن هيكل عميق على شكل حرف V، مع قسم قابل للنفخ يوفر الثبات والقدرة على التحمل.  يعمل الزورق بـمحرك ديزل واحد يقوم بتشغيل نفاثات مائية، مما يسمح بسرعات تصل إلى 50 عقدة (92.6 كم/س؛ 57.5 ميل/س) . 
يوفر نظام «بروتكتور» قدرات مراقبة وتحديد واعتراض مُحسّنة. وهو مُجهّز بنظام أسلحة «ميني تايفون» المُثبّت ، ونظام مراقبة واستهداف كهروضوئي من طراز «توبلايت» مع قدرات استهداف ليلية ونهارية باستخدام الأشعة تحت الحمراء المُوجّهة للأمام ، وأجهزة اقتران الشحنة ، وأجهزة تحديد المدى بالليزر ، بالإضافة إلى نظام مخاطبة عامة.
يتم التحكم في الزورق عن بعد ويمكن تشغيله بإرشادات من القائد والمشغل الموجودين على الشاطئ أو على متن سفينة مأهولة.  وهذا يسمح له بتوفير خط الدفاع الأول، وتفتيش السفن ذات الأهمية بينما يتم الاحتفاظ بالأفراد والأصول المهمة على مسافة آمنة. 

## الإستخدام
تم نشر الزورق بروتيكتور من قِبل البحرية السنغافورية مع سفن الإنزال من فئة إندورانس إلى شمال الخليج العربي لعمليات حفظ السلام في عام 2005م، حيث قامت بمهام المراقبة والاستطلاع، بالإضافة إلى مهام حماية القوة لأكثر من ثماني ساعات في المرة الواحدة. 
في عام 2006م، قامت شركة BAE Systems وLockheed Martin وRafael بإظهار قدرات الحماية القوية الذي يتمتع بها الزورق Protector للبحرية الأمريكية وخفر السواحل الأمريكي ووكالات الأمن البحري الأخرى في معرض قيادة العمليات الخاصة الأمريكية في خليج تامبا بولاية فلوريدا ، كجزء من برامج السفن القتالية الساحلية ونظام المياه العميقة المتكامل.

## المواصفات العامة
- الإزاحة: 4 أطنان
- الطول: 9 متر (29 قدم 6.3 بوصة)
- الشعاع: 3.5 متر
- المسودة: 0.45 متر
- المحرك: ديزل
- الدفع: نفاثة مائية
- السرعة: 50 عقدة (92.6 كم/س؛ 57.5 ميل/س)
- المدى: 400 نانومتر @ 30 عقدة
- التكلفة لكل وحدة: 3,175,000 دولار
- الملاحة: الرادار ونظام تحديد المواقع العالمي (GPS) ونظام الملاحة عبر الأقمار الصناعية (INS)
- أجهزة الاستشعار: نظام المراقبة والاستهداف الكهروضوئي TOPLITE (يشتمل على FLIR وكاميرا مراقبة CCD رقمية وأجهزة قياس مدى بالليزر )
- التسليح: نظام سلاح Mini-Typhoon المستقر

## المشغلين

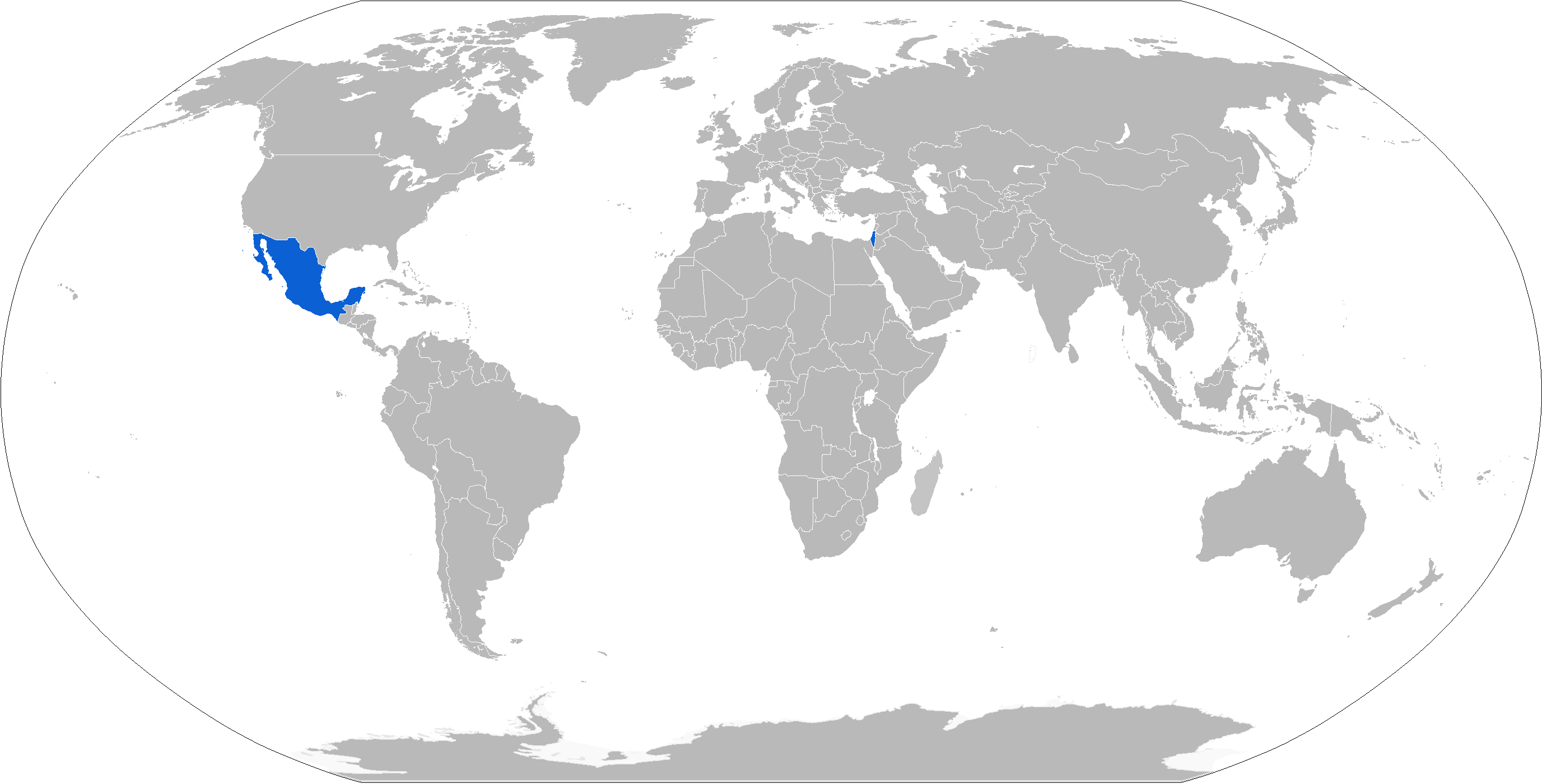
خريطة مع مشغلي الحماية باللون الأزرق

### المشغلين الحاليين
- إسرائيل:
- سنغافورة:
- المكسيك: [بحاجة لمصدر]